# Lüganuse (plaats)
Lüganuse (Duitse naam: Luggenhusen) is een plaats in de Estlandse gemeente Lüganuse, provincie Ida-Virumaa. De plaats telt 438 inwoners (2021) en heeft de status van vlek (Estisch: alevik). De plaats was tot in 2017 het bestuurscentrum van de gemeente Lüganuse; in dat jaar werd Kiviõli het bestuurscentrum.
De rivier Purtse stroomt door Lüganuse.
Tussen Lüganuse en Erra ligt het karstgebied van Uhaku (Estisch: Uhaku karstiala). Onder de naam Uhaku maastikukaitseala (natuurpark Uhaku) is het een beschermd gebied.

## Geschiedenis
Lüganuse werd voor het eerst vermeld in 1241 in het Grondboek van Waldemar onder de naam Lygenus. Het bijbehorende landgoed was oorspronkelijk in handen van de adellijke familie von Luggenhusen, later van de familie von Taube.
In de 13e eeuw kreeg Lüganuse een kerk. In 1373 werd deze kerk voor het eerst in een document genoemd. Ze was gewijd aan Johannes de Doper en veranderde niet van naam toen ze in de 16e eeuw luthers werd. De kerk kreeg in de 15e eeuw een ronde toren, iets dat in het Balticum ongebruikelijk is. In de Lijflandse Oorlog raakte de kerk beschadigd en in 1941 ging het complete interieur verloren, toen de kerk in brand gestoken werd door het Rode Leger tijdens de terugtocht voor de oprukkende Duitse troepen. In de jaren 1949-1951 werd de kerk gerestaureerd.
Tussen 1788 en 1795 was Otto Wilhelm Masing, naast predikant ook taalkundige, dominee in deze kerk.
In 1924 kreeg Lüganuse een monument voor de gevallenen in de Estische Onafhankelijkheidsoorlog, ontworpen door de beeldhouwer Voldemar Mellik (1887-1949). Toen Estland in 1940 door de Sovjet-Unie was bezet, werd het monument in hetzelfde jaar nog afgebroken. In 1944, toen de Duitse bezetting op haar eind liep, werd het monument onder leiding van Mellik herbouwd. In hetzelfde jaar werd het, na de terugkeer van de Sovjetbezetters, opnieuw afgebroken. In 1989 is het opnieuw herbouwd onder leiding van de architect Tõnu Mellik, de zoon van Voldemar.

## Foto’s

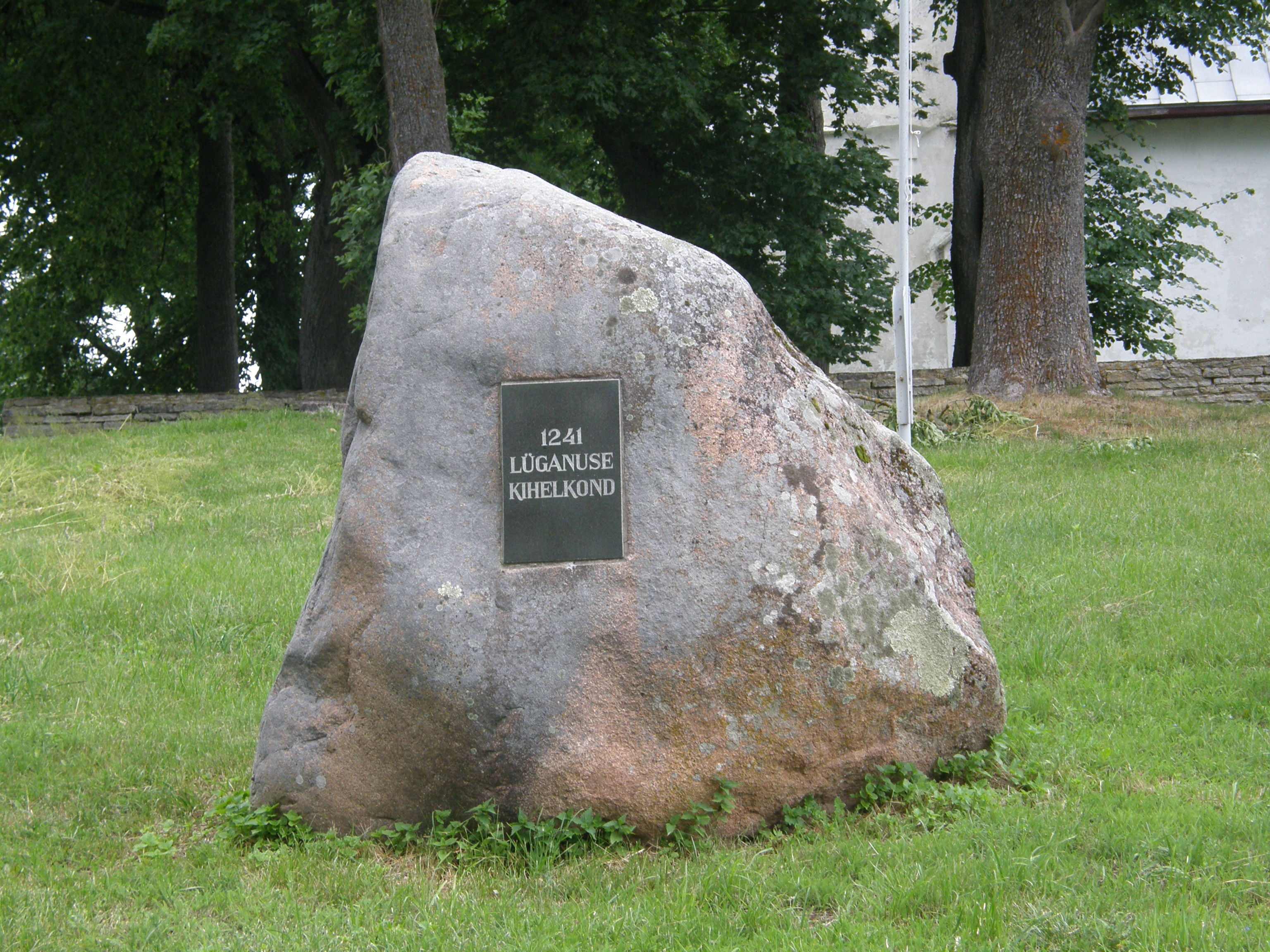
Gedenksteen voor de oudste vermelding van Lüganuse in 1241
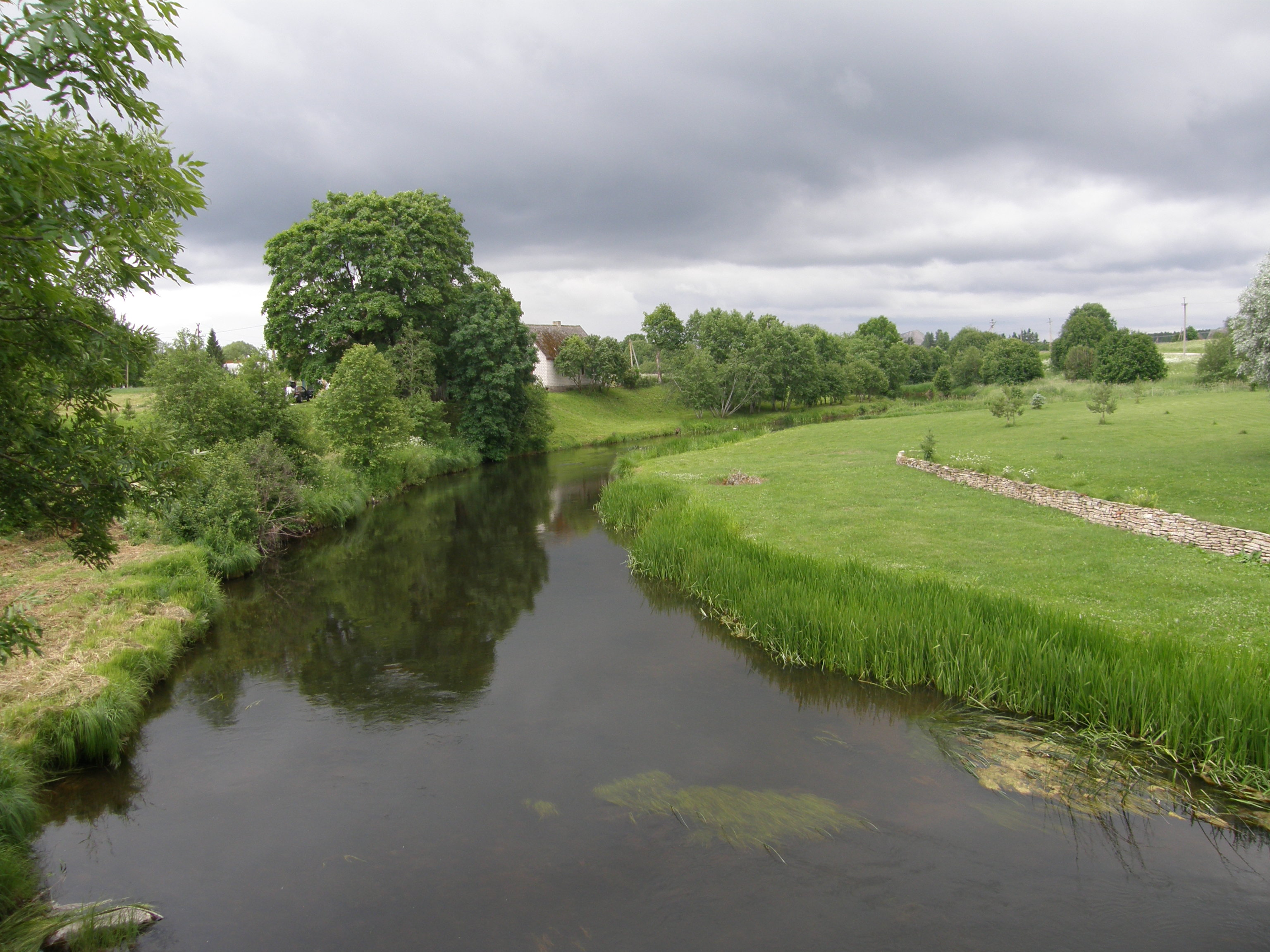
De rivier Purtse bij Lüganuse
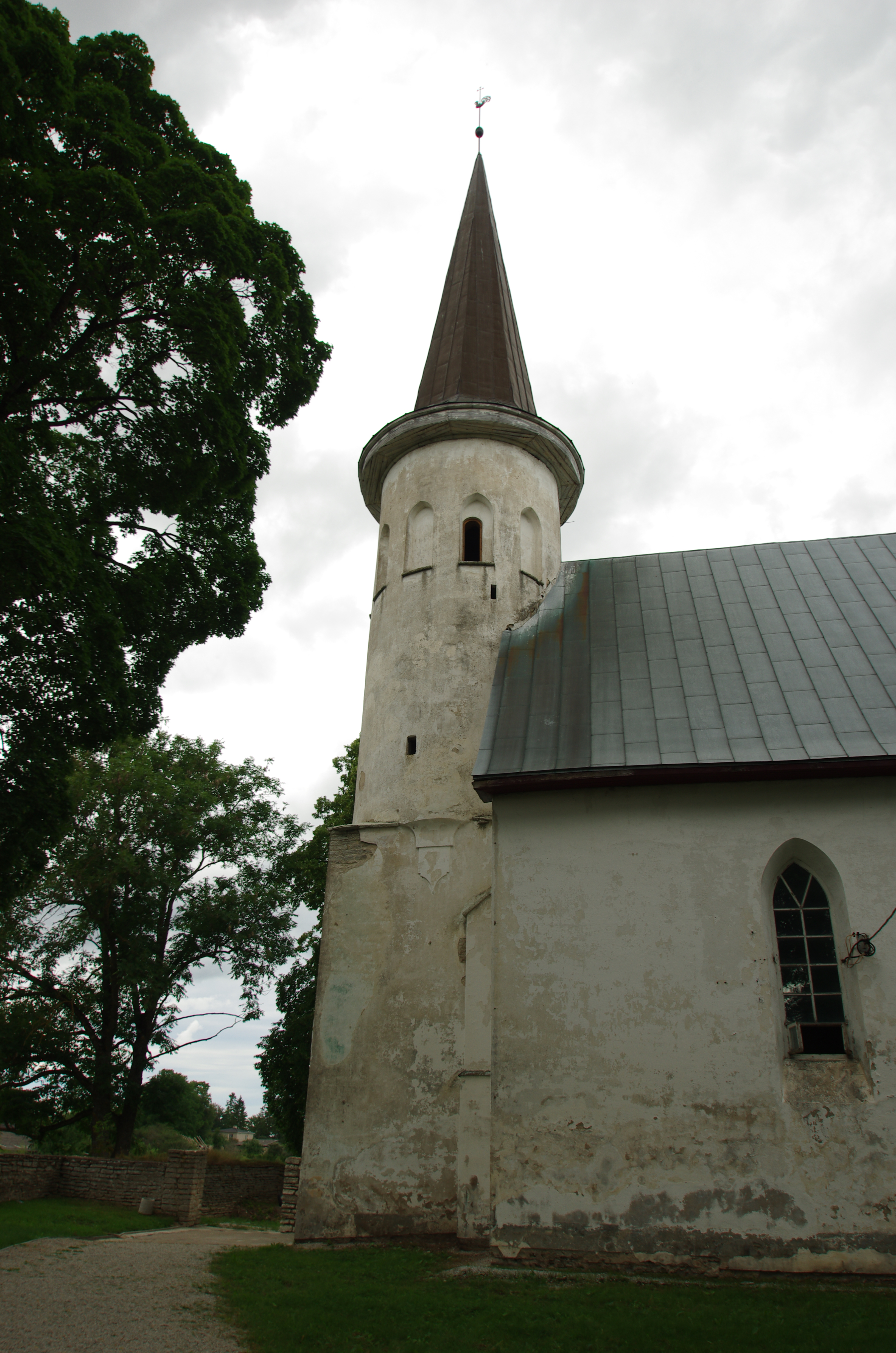
De kerk van Johannes de Doper
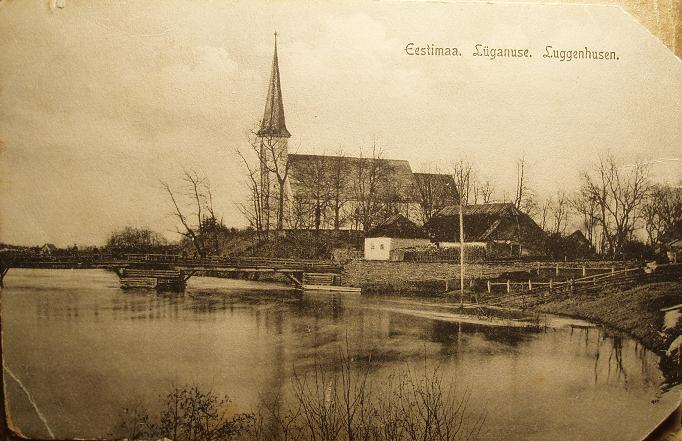
Ansichtkaart met de kerk, begin 20e eeuw